# 超人與露易絲角色列表
《超人與露易絲》（英語：Superman & Lois）是一部美國劇情類超級英雄電視劇，改編自傑瑞·西格爾和喬·舒斯特為DC漫畫創作的角色超人和露易絲·蓮恩。影集由托德·赫爾賓和葛瑞格·貝蘭提開創，泰勒·霍奇林和伊麗莎白·圖諾克分別出演標題角色超級英雄「超人」克拉克·肯特和《星球日報》記者露易絲·蓮恩，主演還包括喬丹·艾爾薩斯、亞歷克斯·加芬、艾瑞克·瓦爾迪茲、因德·納瓦雷特、沃爾·帕克斯、亞當·雷納、迪倫·沃爾什和埃曼紐爾·施萊琪。影集的故事背景設定於綠箭宇宙，與該系列其他影集處於同一架空世界和共同世界。

## 主要角色
| 演员            | 演员 | 角色                       | 角色 | 登场季数 | 登场季数 |
| 譯名            | 英語 | 譯名                       | 英語 | 1        | 2        |
| --------------- | ---- | -------------------------- | ---- | -------- | -------- |
| 泰勒·霍奇林     |      | 凱·艾爾／克拉克·肯特／超人 |      | 主演     | 主演     |
| 伊麗莎白·圖諾克 |      | 露易絲·蓮恩                |      | 主演     | 主演     |
| 喬丹·艾爾薩斯   |      | 喬納森·肯特                |      | 主演     | 主演     |
| 亞歷克斯·加芬   |      | 喬丹·肯特                  |      | 主演     | 主演     |
| 艾瑞克·瓦爾迪茲 |      | 凱爾·庫欣                  |      | 主演     | 主演     |
| 因德·納瓦雷特   |      | 莎拉·庫欣                  |      | 主演     | 主演     |
| 沃爾·帕克斯     |      | 約翰·亨利·艾朗／神秘人     |      | 主演     | 主演     |
| 亞當·雷納       |      | 塔爾·羅／摩根·艾吉／殲滅者 |      | 主演     | 客串     |
| 迪倫·沃爾什     |      | 塞繆爾·蓮恩                |      | 主演     | 主演     |
| 埃曼紐爾·施萊琪 |      | 拉娜·朗·庫欣               |      | 主演     | 主演     |
| 泰勒·巴克       |      | 娜塔莉·艾朗                |      | 客串     | 主演     |
| 蘇菲亞·哈斯米克 |      | 克莉絲·貝波                |      | 常設     | 主演     |

### 克拉克·肯特／超人
凱·艾爾／克拉克·肯特／超人（Kal-El / Clark Kent / Superman）由泰勒·霍奇林飾演。他是從氪星來到地球的超級英雄，化名克拉克·肯特，露易絲的丈夫。迪倫·金威爾出演少年時期的克拉克。
在第一季中，克拉克·肯特被大都會《星球日報》開除之後，舉家回到斯莫維爾小鎮，在當地高中擔當橄欖球教練助理。霍奇林還飾演另一個地球中的邪惡超人。

### 露易絲·蓮恩
露易絲·蓮恩（Lois Lane）由伊麗莎白·圖諾克飾演。她是大都會《星球日報》的知名記者，克拉克的妻子。
在第一季中，《星球日報》被摩根·艾吉收購，露易絲從《星球日報》辭職，加入斯莫維爾小鎮當地報社《斯莫維爾公報》（Smallville Gazette）。圖諾克還飾演另一個地球中的露易絲·蓮恩，她是路瑟上尉的妻子。

### 喬納森·肯特
喬納森·肯特（Jonathan Kent）由喬丹·艾爾薩斯飾演。他是克拉克和露易絲的兒子，謙遜善良。布雷迪·德魯利斯（Brady Droulis）出演7歲的喬納森。

### 喬丹·肯特
喬丹·肯特（Jordan Kent）由亞歷克斯·加芬飾演。他是克拉克和露易絲的兒子，頭腦聰明但是患有社交焦慮症，喜歡獨自玩電子遊戲。道森·里特曼（Dawson Littman）出演7歲的喬丹。

### 凱爾·庫欣
凱爾·庫欣（Kyle Cushing）由艾瑞克·瓦爾迪茲飾演。他是拉娜的丈夫，斯莫維爾小鎮的消防隊長，不願與從大城市來到小鎮的人打交道。

### 莎拉·庫欣
莎拉·庫欣（Sarah Cushing）由因德·納瓦雷特飾演。她是凱爾和拉娜的大女兒，與喬納森和喬丹成為朋友。在第二季第五集〈女大十八變〉中，莎拉參加自己的十五歲成人禮之前，將姓氏更改回此前家族真正的姓氏科爾特斯（Cortez）。

### 約翰·亨利·艾朗
約翰·亨利·艾朗由沃爾·帕克斯飾演。他是來自平行世界的神秘訪客，希望向世人證明地球不需要超人保護。

### 摩根·艾吉
塔爾·羅／摩根·艾吉／殲滅者（Tal-Rho / Morgan Edge / Eradicator）由亞當·雷納飾演。他是商業大亨，收購《星球日報》。真實身份是氪星人，他是凱·艾爾的母親蘿拉·凡·艾爾與前夫澤塔·羅（Zeta-Rho）的兒子。

### 塞繆爾·蓮恩
塞繆爾·蓮恩（Sam Lane）由迪倫·沃爾什飾演。他是露易絲的父親，美軍將領，執意於保護美國和世界安全。沃爾什還飾演另一個地球中的邪惡超人塞繆爾·蓮恩，他是路瑟上尉的長官，在與邪惡超人的對戰中喪生。

### 拉娜·朗·庫欣
拉娜·朗·庫欣（Lana Lang Cushing）由埃曼紐爾·施萊琪飾演。她是克拉克·肯特的老朋友，凱爾·庫欣的妻子，莎拉和蘇菲的母親，斯莫維爾銀行的信貸員。

### 娜塔莉·艾朗
娜塔莉·艾朗由泰勒·巴克飾演。她是另一個地球中約翰·亨利·艾朗和露易絲·蓮恩的女兒。2021年8月，泰勒·巴克確定在第二季中被提升為常設主演。

### 克莉絲·貝波
克莉絲·貝波（Chrissy Beppo）由蘇菲亞·哈斯米克飾演。她是《斯莫維爾公報》報社負責人兼記者。2021年6月，蘇菲亞·哈斯米克確定在第二季中被提升為常設主演。

## 常設角色

### 第一季引入角色
- 約瑟琳·皮卡德（英语：Joselyn Picard） 飾演 蘇菲·庫欣（Sophie Cushing）：凱爾和拉娜的小女兒[16]。

- 黛西·托梅（英语：Daisy Tormé） 聲演 人工智慧設備：約翰·亨利·艾朗的未具名人工智慧設備。

- 弗里齊·克萊文斯-德斯蒂尼（英语：Fritzy Clevens-Destiny） 飾演 西恩·史密斯（Sean Smith）：斯莫維爾高中的學生，校橄欖球隊隊員，視莎拉為女友，將肯特兄弟當作競爭對手。

- 贊恩·克利福德（英语：Zane Clifford） 飾演 蒂米·萊恩（Timmy Ryan）：斯莫維爾高中的學生，西恩·史密斯的朋友。

- 史黛西·法伯（英语：Stacey Farber） 飾演 萊斯莉·拉爾（Leslie Larr）：摩根·艾吉的得力助手，擁有能夠發射熱視線的超能力[17]。

- 安古斯·麥克菲登 飾演 喬·艾爾（Jor-El）：超人的氪星生父。他在氪星毀滅時死亡，但是思想留存於超人在地球北極的秘密基地孤獨堡壘，在超人尋求幫助時提供建議[18]。

- 丹尼·沃特利（英语：Danny Wattley） 飾演 蓋恩斯（Gaines）：斯莫維爾高中橄欖球隊教練。

- 赫舍姆·哈姆穆德（英语：Hesham Hammoud） 飾演 羅塞蒂中尉（Lieutenant Rosetti）：塞繆爾·蓮恩的助手，實為摩根·艾吉的實驗對象，利用X氪石成為超能力者，在與超人戰鬥時被約翰·亨利·艾朗使用氪石長矛殺死。

- 奥斯丁·奧比亞容華（英语：Austin Obiajunwa） 飾演 馬爾科姆·蒂格（Malcolm Teague）：斯莫維爾高中的學生。

- 帕維爾·羅馬諾（英语：Pavel Romano） 飾演 科里·韋爾尼茲（Corey Wellnitz）：斯莫維爾高中的學生。

- 莉亞·王（Leeah Wong） 飾演 艾米麗·潘（Emily Phan）：拉娜·朗的好友，參加摩根·艾吉的X氪石實驗。

- 沃恩·李（英语：Wern Lee） 飾演 塔格·哈里斯（Tag Harris）：斯莫維爾高中的學生，西恩·史密斯的朋友。在第二季中，哈里斯從米奇·安德森的特訓學校畢業，成為擁有類似於超人能力的救援士兵。

- 瑪瑞娜·克拉維諾（英语：Mariana Klaveno） 飾演 蘿拉·凡·艾爾（英语：Lara (character)）：塔爾·羅和「超人」凱·艾爾的母親。

### 第二季引入角色
- 伊恩·鮑漢（英语：Ian Bohen） 飾演 米奇·安德森（Mitch Anderson）：國防部中尉[19]。

- 薩曼莎·迪弗朗西斯科（Samantha Di Francesco） 飾演 坎迪絲·佩爾甘德（Candice Pergande）：喬納森·肯特的女友。

- 珍娜·戴溫 飾演 露西·蓮恩（英语：Lucy Lane）：露易絲的妹妹。戴溫此前在電視劇《女超人》中出演該角色[20]。

- 萊亞·吉斯特德（英语：Rya Kihlstedt） 飾演 艾莉·奧爾斯頓（英语：Parasite (comics)）：「逆變方法」邪教創始人。

## 客串角色

### 第一季引入角色
- 米歇爾·斯嘉貝莉（英语：Michele Scarabelli） 飾演 瑪莎·肯特（英语：Jonathan and Martha Kent）：克拉克·肯特的養母，死於中風。

- 弗雷德·亨德森（英语：Fred Henderson） 飾演 強納森·肯特（英语：Jonathan and Martha Kent）：克拉克·肯特的養父，在克拉克十幾歲時死於心臟病。

- 保羅·賈瑞特（英语：Paul Jarrett） 飾演 派瑞·懷特（Perry White）：在摩根·艾吉收購《星球日報》之前的總編輯。

- 迪恩·馬歇爾（英语：Dean Marshall） 飾演 塞繆爾·福斯威爾（Samuel Foswell）：摩根·艾吉的手下，《星球日報》的新任總編輯。

- 齊·劉（Chy Liu） 飾演 弗萊醫生（Dr. Frye）：瑪莎的醫生。

- 迪·傑伊·傑克遜（英语：Dee Jay Jackson） 飾演 科布·布蘭登（Cobb Branden）：肯特一家人的朋友，斯莫維爾的居民。

- 克拉爾·亨佛萊（英语：Coral Humphrey） 飾演 伊莉莎（Eliza）：喬納森在大都會的女友。

- 艾瑞克·肯利賽德（英语：Eric Keenleyside） 飾演 喬治·迪恩（George Dean）：斯莫維爾的市長。

- 丹尼爾·寇德摩爾 飾演 受實驗者-11（Subjekt-11）：擁有類似於「鋼鐵之軀」的超人類[21]。

- 吉爾·泰德（英语：Jill Teed） 飾演 雪倫·鮑威爾（Sharon Powell）：德瑞克的母親，她將兒子失蹤案件告知露易絲。

- 克萊頓·奇蒂（英语：Clayton Chitty） 飾演 德瑞克·鮑威爾（Derek Powell）：雪倫的兒子，在摩根·艾吉的公司工作。

- 布蘭登·弗萊徹（英语：Brendan Fletcher） 飾演 賽迪斯·基爾格雷夫（Thaddeus Kilgrave）：超人的老對手，瘋狂的科學家，與國際幫（英语：Intergang）犯罪集團合作。

- 羅伯·澤爾（英语：Robel Zere） 飾演 達尼·多諾萬（英语：Dabney Donovan）：摩根·艾吉的助手。

- 溫迪·克魯森（英语：Wendy Crewson） 飾演 威爾斯醫師（Dr. Wiles）：美國國防部的心理醫師，露易絲的咨詢醫師。

- 史賓塞·朗（英语：Spencer Lang） 飾演 傑森·崔斯克（Jason Trask）：國防部中尉，企圖酷刑拷問約翰·亨利·艾朗，被羅塞蒂中尉殺死。

- 傑·張（Jay Zhang） 飾演 杜克·潘（Duc Phan）：艾米麗的丈夫。

- 肯妮迪·周（Kennedy Chew） 飾演 艾弗里·潘（Avery Phan）：艾米麗和杜克的女兒。

- 肖恩·斯圖爾特（Shawn Stewart） 飾演 加斯帕·湯斯（Jasper Townes）：摩根·艾吉的實驗對象。

- 查爾斯·賈曼（Charles Jarman） 飾演 羅恩·崔普（英语：Ron Troupe）：《星球日報》的記者。

- A·C·彼得森（A.C. Peterson） 飾演 澤塔·羅（Zeta-Rho）：塔爾·羅的父親，蘿拉·凡·艾爾的前夫。類似於喬·艾爾，他的思想留存於塔爾在沙漠裡創建的秘密基地中。

- 大衛·拉姆西 飾演 約翰·迪格爾（英语：John Diggle (Arrowverse)）：天眼局特工，超人和露易絲的朋友[22]。

### 第二季引入角色
- 肖·麥德森（Shaw Madson） 飾演 菲利普·卡諾斯基（英语：Barrage (comics)）：前海豹突擊隊隊員，因妻子朱莉被謀殺，成為義警。該角色此前在《女超人》第二季中出場。

- 凱薩琳·羅格·哈格奎斯特（英语：Catherine Lough Haggquist） 飾演 基特·福克納博士（Dr. Kit Faulkner）：地質學家，AmerTek採礦公司的主管。

- 朱列·阿瑪拉（英语：Djouliet Amara） 飾演 奧布里（Aubrey）[23]

## 資料來源
1. 1 2  Otterson, Joe. . Variety. 2019-10-28  [2020-02-05]. （原始内容存档于2020-02-05） （美国英语）.
2. ↑  Andreeva, Nellie. . Deadline Hollywood. 2020-01-14  [2020-01-14]. （原始内容存档于2020-02-05） （美国英语）.
3. 1 2  Andreeva, Nellie. . Deadline Hollywood. 2020-02-05  [2020-02-05]. （原始内容存档于2020-02-05） （美国英语）.
4. ↑  Petski, Denise. . Deadline Hollywood. 2020-04-08  [2020-04-08]. （原始内容存档于2020-04-08） （美国英语）.
5. ↑  Petski, Denise. . Deadline Hollywood. 2020-05-13  [2020-05-13]. （原始内容存档于2020-05-13） （美国英语）.
6. ↑  Matadeen, Renaldo. . Comic Book Resources.   [2022-02-28]. （原始内容存档于2022-02-28） （美国英语）.
7. ↑  Petski, Denise. . Deadline Hollywood. 2020-05-12  [2020-05-12]. （原始内容存档于2020-05-12） （美国英语）.
8. ↑  Swift, Andy. . TVLine. 2021-02-23  [2021-03-03]. （原始内容存档于2021-04-14） （美国英语）.
9. ↑  Ramos, Dino-Ray. . Deadline Hollywood. 2020-12-17  [2020-12-17]. （原始内容存档于2021-02-01） （美国英语）.
10. ↑  Andreeva, Nellie. . Deadline Hollywood. 2020-04-02  [2020-04-03]. （原始内容存档于2020-04-03） （美国英语）.
11. ↑  Petski, Denise. . Deadline Hollywood. 2020-04-07  [2020-04-07]. （原始内容存档于2020-04-07） （美国英语）.
12. ↑  Mitovich, Matt Webb. . TVLine. 2021-08-17  [2021-08-18]. （原始内容存档于2021-08-18） （美国英语）.
13. 1 2  Little, Sarah. . Cheatsheet. 2021-10-28  [2021-10-29]. （原始内容存档于2021-11-15） （美国英语）.
14. ↑  Agard, Chancellor. . Entertainment Weekly. 2020-10-15  [2020-10-15]. （原始内容存档于2020-10-19） （美国英语）.
15. ↑  Petski, Denise. . Deadline Hollywood. 2021-06-30  [2021-06-30]. （原始内容存档于2021-06-30） （美国英语）.
16. ↑  Byrne, Craig. . KryptonSite. 2020-12-09  [2020-12-09]. （原始内容存档于2021-03-06） （美国英语）.
17. ↑  Baysinger, Tim; Lincoln, Ross A. . The Wrap. 2020-10-22  [2020-10-24]. （原始内容存档于2020-10-24） （美国英语）.
18. ↑  Burlingame, Russ. . comicbook.com. 2021-02-10  [2021-02-11]. （原始内容存档于2021-03-03） （美国英语）.
19. ↑  Petski, Denise. . Deadline Hollywood. 2021-10-01  [2021-10-29]. （原始内容存档于2021-10-15） （美国英语）.
20. ↑  Swift, Andy. . TVLine. 2021-10-29  [2021-10-29]. （原始内容存档于2021-10-29） （美国英语）.
21. ↑  Byrne, Craig. . kryptonsite.com. 2021-01-28  [2021-03-11]. （原始内容存档于2021-02-08） （美国英语）.
22. ↑  Petski, Denise. . Deadline Hollywood. 2020-12-01  [2020-12-01]. （原始内容存档于2020-12-01） （美国英语）.
23. ↑  Cordero, Rosy. . Deadline Hollywood. 2021-10-14  [2021-10-29]. （原始内容存档于2021-10-19） （美国英语）.